# Kavakbaşı
Kavakbaşı ist ein Dorf im Landkreis Akköy der türkischen Provinz Denizli. Kavakbaşı liegt etwa 27 km nördlich der Provinzhauptstadt Denizli und 2 km nordwestlich von Akköy. Kavakbaşı hatte laut der letzten Volkszählung 310 Einwohner (Stand Ende Dezember 2010).